# Australolacerta australis
Genre
Espèce
Synonymes
- Lacerta australis Hewitt, 1926

Statut de conservation UICN

 LC  : Préoccupation mineure
Australolacerta australis, unique représentant du genre Australolacerta,  est une espèce de sauriens de la famille des Lacertidae.

## Répartition
Cette espèce est endémique du Cederberg au Cap-Occidental en Afrique du Sud.

## Publication originale
- Arnold, 1989 : Towards a phylogeny and biogeography of the Lacertidae: relationships within an Old-World family of lizards derived from morphology. Bulletin of the British Museum (Natural History) Zoology, vol. 55, no 2, p. 209-257 (texte intégral).
- Hewitt, 1926 : Some new or little-known reptiles and batrachians from South Africa. Annals of the South African Museum, vol. 20, p. 473-490 (texte intégral).